# Katla María Magnúsdóttir
Katla María Magnúsdóttir (* 16. September 2001 in Reykjavík, Island) ist eine isländische Handballspielerin, die für die isländische Nationalmannschaft aufläuft.

## Karriere

### Im Verein
Katla María Magnúsdóttir spielte anfangs im Jugendbereich des isländischen Vereins UMF Selfoss. Im März 2017 bestritt sie im Alter von 15 Jahren ihr erstes Spiel für die Damenmannschaft von UMF Selfoss. Zur Saison 2020/21 wechselte die Rückraumspielerin zum Erstligisten UMF Stjarnan. Zwei Jahre später kehrte sie zum Erstligaaufsteiger UMF Selfoss zurück. Katla María Magnúsdóttir  trat ein Jahr später mit Selfoss den Gang in die Zweitklassigkeit an. Im Jahr 2024 feierte sie mit Selfoss den Wiederaufstieg. Zur Saison 2025/26 wechselte sie zum dänischen Zweitligisten Holstebro Håndbold.

### In Auswahlmannschaften
Katla María Magnúsdóttir nahm mit der isländischen Jugendnationalmannschaft an der EHF U-17-Championship 2017 teil, einem Wettbewerb für Nationalmannschaften, die sich nicht für die U-17-Europameisterschaft qualifizieren konnten. Mit Island belegte sie den sechsten Platz. Zwei Jahre später belegte sie mit der isländischen Juniorinnenauswahl den fünften Platz bei der EHF U-19-Championship 2019. Nachdem die Rechtshänderin anschließend dem Kader der isländischen B-Nationalmannschaft angehört hatte, bestritt sie am 4. März 2023 ihr Debüt für die A-Nationalmannschaft gegen die norwegische B-Nationalmannschaft. Mit der isländischen A-Nationalmannschaft nahm sie bislang nur an der Weltmeisterschaft 2023 teil und schloss das Turnier auf dem 25. Platz ab. Katla María Magnúsdóttir erzielte im Turnierverlauf zwei Treffer.